# Marian Cristescu
Marian Cristescu (* 17. März 1985 in Bukarest) ist ein rumänischer Fußballspieler. Der Mittelfeldspieler steht seit Sommer 2015 bei CS Concordia Chiajna unter Vertrag.

## Karriere
Die Karriere von Cristescu begann im Jahr 2002 bei Electromagnetica Bukarest in der zweiten rumänischen Liga, der Divizia B. Im Jahr 2004 wechselte er für ein Jahr in die Fußballschule von Attila Kun, ehe ihn im Jahr 2005 der FC Brașov verpflichtete, der gerade aus der Divizia A abgestiegen war. In seinem ersten Jahr kam er dort auf 20 Einsätze und wurde im Sommer 2006 für eine Spielzeit an Ligakonkurrent FC Săcele ausgeliehen. Nach seiner Rückkehr wurde er Stammspieler in Brașov und stieg mit seinem Team in der Saison 2007/08 in die Liga 1 auf. Im Oberhaus kam er in den beiden folgenden Spielzeit nur noch in gut der Hälfte der Spiele zum Einsatz und schloss diese mit Platzierungen im Mittelfeld der Liga ab. In der Saison 2010/11 kam er wieder auf 30 Einsätze und sicherte sich mit seinem Klub abermals den Klassenverbleib.
Anfang 2012 verließ Cristescu Brașov zu Universitatea Cluj. Schon ein halbes Jahr später nahm in Petrolul Ploiești unter Vertrag. Dort konnte er die Spielzeit 2012/13 auf dem dritten Platz abschließen und den rumänischen Pokal gewinnen. Anschließend heuerte er bei Ligakonkurrent Astra Giurgiu an. Mit Astra beendete er die Saison 2013/14 als Vizemeister hinter Steaua Bukarest und wiederholte seinen Pokalerfolg. Anfang 2015 wechselte er zu Dinamo Bukarest. Seit Mitte 2015 steht er bei CS Concordia Chiajna unter Vertrag. Nach vier Jahren beim Verein spielte er noch bis Juli 2021 bei zwei unterklassigen Clubs in Brasov.

## Erfolge
- Rumänischer Pokalsieger: 2013, 2014
- Aufstieg in die Liga 1: 2008